# New Site (Misisipi)
New Site es un lugar designado por el censo ubicado en el condado de Prentiss en el estado estadounidense de Misisipi. En el Censo de 2020 tenía una población de 122 habitantes y una densidad poblacional de 18,29 habitantes por km². Fue incluido como CDP en el censo de 2020. 

## Geografía
New Site se encuentra ubicado en las coordenadas 34°33′19″N 88°24′55″O / 34.55528, -88.41528. Según la Oficina del Censo de los Estados Unidos,  tiene una superficie total de 6,67 km², todos correspondientes a tierra firme.